# Dreissenoidea
Dreissenoidea zijn een superfamilie uit de superorde Imparidentia.

## Families
- Dreissenidae (Gray, 1840)